# Nederlandse kampioenschappen baanwielrennen 2023
De Nederlandse kampioenschappen baanwielrennen 2023 werden gehouden in februari, november en december 2023.

## Agenda
| Datum         | Plaats    | Kampioenschap                    | Bron        |
| ------------- | --------- | -------------------------------- | ----------- |
| 28-02-2023    | Alkmaar   | Stayeren                         | [ 1 ] [ 2 ] |
| 19-11-2023    | Apeldoorn | Ploegachtervolging en teamsprint | [ 3 ]       |
| 26-11-2023    | Apeldoorn | Omnium                           | [ 4 ] [ 5 ] |
| 27/29-12-2023 | Apeldoorn | Duur en sprint                   | [ 6 ] [ 7 ] |

## Erelijst

### Mannen elite
| Discipline          | Goud                                                               | Zilver                                                 | Brons                                                       |
| Achtervolging ind.  | Brian Megens                                                       | Patrick Bos                                            | Cesar Beilo                                                 |
| Achtervolging ploeg | Tyler Eyk Jan van Schaik Joeri Schaper Collin Westbroek Liam Witte | Hidde Buur Jelte Buur Kaj van Diemen Timothy de Koning | Guido Jong Niek Ligthart Joop Poland Paul Vriesman          |
| Afvalkoers          | Vincent Hoppezak                                                   | Maikel Zijlaard                                        | Jan-Willem van Schip                                        |
| Keirin              | Harrie Lavreysen                                                   | Jeffrey Hoogland                                       | Daan Kool                                                   |
| Koppelkoers         | Elmar Abma Yanne Dorenbos                                          | Yoeri Havik Jan-Willem van Schip                       | Philip Heijnen Vincent Hoppezak                             |
| Omnium              | Elmer Abma                                                         | Sten Verzijl                                           | Rik van der Wal                                             |
| Puntenkoers         | Philip Heijnen                                                     | Elmar Abma                                             | Cees Bol                                                    |
| Scratch             | Yanne Dorenbos                                                     | Maikel Zijlaard                                        | Philip Heijnen                                              |
| Sprint individueel  | Harrie Lavreysen                                                   | Jeffrey Hoogland                                       | Daan Kool                                                   |
| Sprint ploeg        | Loris Leneman Tijmen van Loon Lars Romijn                          | Julian Bijsterbosch Tim Goossens Casper Pipers         | Mauro Ambrawo Mike Krabbenborg Duncan van Norel Rymer Rooks |
| Stayeren (50 km)    | Serginho Wilshaus & Richard Konijn                                 | Reinier Honig & Jos Pronk                              | Etienne van Empel & Christian Kos                           |
| Tijdrit 1 km        | Harrie Lavreysen                                                   | Daan Kool                                              | Tijmen van Loon                                             |

### Vrouwen elite
| Discipline         | Goud                                                 | Zilver                                                     | Brons                                                       |
| Achtervolging ind. | Mischa Bredewold                                     | Marjolein van 't Geloof                                    | Juliet Eickhof                                              |
| Afvalkoers         | Lorena Wiebes                                        | Marit Raaijmakers                                          | Juliet Eickhof                                              |
| Keirin             | Lonneke Geraerts                                     | Kimberly Kalee                                             | Ruby Huisman                                                |
| Koppelkoers        | Marit Raaijmakers Lorena Wiebes                      | Lisa van Belle Babette van der Wolf                        | Yuli van der Molen Nienke Veenhoven                         |
| Omnium             | Juliet Eickhof                                       | Nienke Veenhoven                                           | Lisa van Belle                                              |
| Puntenkoers        | Marit Raaijmakers                                    | Juliet Eickhof                                             | Lorena Wiebes                                               |
| Scratch            | Lorena Wiebes                                        | Nienke Veenhoven                                           | Marjolein van 't Geloof                                     |
| Sprint individueel | Kimberly Kalee                                       | Lonneke Geraerts                                           | Caroline Groot                                              |
| Sprint ploeg       | Lonneke Geraerts Caroline Groot Renske van Santvoort | Carolien van Herrikhuyzen Yiran van 't Oosten Jade Wuurman | Mirthe Boneschansker Jasmijn van Hellemondt Indy van Velzen |
| Tijdrit 500m       | Kimberly Kalee                                       | Lonneke Geraerts                                           | Ruby Huisman                                                |

2006 · 2007 · 2008 · 2009 · 2010 · 2011 · 2012 · 2013 · 2014 · 2015 · 2016 · 2017 · 2018 · 2019 · 2020 · 2021 · 2022 · 2023 · 2024 · 2025